# Matheus Daniel Böritz
Matheus Daniel Böritz, född 24 november 1753, död 24 december 1791 i Hovförsamlingen, Stockholms stad, var en svensk violinist och tonsättare.
Böritz var son till hovtrumpetaren Christian Fredrik Böritz och bror till Johan Fredrik Böritz. Han efterträdde Anders Wesström som försteviolinist i Hovkapellet 1773, men fick ordinarie tjänst först 1776 och blev kvar där till sin död. Böritz enda kända komposition är herdespelet Philemon och Doris som gavs en enda gång på Humlegårdsteatern 1777 där den gjorde fiasko.
Vid sin bortgång var Böritz 1:e repetitör i Hovkapellet. Han efterträddes på denna post av dåvarande 2:e repetitören Sven Widström.

## Verk
- Balettmusik i prolog till Zémire et Azor.[3]
- Balettmusik till operan Thetis och Pelée.[3]
- Balettmusik till operan Aline, drottning av Golkonda.[3]